# Tabatha Takes Over
Tabatha Takes Over (voorheen Tabatha's Salon Takeover) is een Amerikaanse reality tv-serie waarin kapsaloneigenaresse Tabatha Coffey niet-succesvolle kapsalons in een week helpt om succesvol te worden. De serie wordt geproduceerd door Reveille Productions, een afdeling van Shine Group. In Nederland wordt de serie uitgezonden door RTL 5
In maart 2011 werd aangekondigd dat in het vierde seizoen de serie zou worden omgedoopt tot Tabatha Takes Over en niet alleen kapsalons geholpen zouden worden, maar ook diverse andere kleine (horeca)bedrijven.

## Programmaopbouw
Tabatha Takes Over begint met Tabatha, die de eigenaar(s) van het bedrijf dat ze gaat helpen ontmoet en de huidige toestand van het bedrijf bekijkt en discussieert aan de hand van beelden die eerder die dag in het bedrijf zijn gemaakt. Tabatha vraagt de sleutels van het bedrijf en de ‘takeover’ (overname) begint. Hierna betreedt Tabatha samen met de eigenaar(s) de werkvloer en roept de medewerkers bijeen om te vertellen wat ze heeft gezien. Ze deelt mee dat het bedrijf gedurende een week gesloten zal zijn en alles vanaf nu volgens haar zinnen gaat. Ook vertelt ze dat alle medewerkers het gevaar lopen om hun baan te verliezen. Na de confrontatie met de medewerkers begint ‘de inspectie’ waarbij Tabatha het bedrijf grondig doorzoekt en eventueel om opheldering vraagt.
De volgende dag last ze een personeelsvergadering in waar ze hun kant van het verhaal aanhoort. Hierna brengt Tabatha enkele klanten mee om het werk van de medewerkers te kunnen beoordelen. Tegen het einde van de tweede dag gaat ze zitten met de eigenaar(s) en bespreekt wat er allemaal zou moeten veranderen. De derde dag neemt Tabatha het team meestal mee naar een ander bedrijf, een cursus of werkt aan de teambuilding. Ondertussen vindt een renovatie van het bedrijf plaatst die ongeveer 3 dagen duurt. Op de laatste dag vindt ‘de heropening’ plaats, waar de salon opnieuw wordt geopend en de eerste nieuwe werkdag wordt gedraaid. Tegen het einde van de dag geeft Tabatha haar laatste aanbevelingen aan de eigenaar(s), vermeldt het personeel de beslissingen van de eigenaar(s) en overhandigt de sleutels. Na ongeveer 6 weken komt Tabatha terug om te zien of en hoe het bedrijf is veranderd.